# Słowo Żydowskie
Słowo Żydowskie (jid. דאָס ייִדישע וואָרט Dos Jidisze Wort) – dwujęzyczny miesięcznik Towarzystwa Społeczno-Kulturalnego Żydów w Polsce wydawany w Warszawie od 1992 roku. Stanowi kontynuację wydawanego do 1991 roku Fołks Sztyme. Część artykułów drukowana jest w języku polskim, część w jidysz. Pierwotnie ukazywał się jako dwutygodnik. Od 2002 roku pismo stało się faktycznie miesięcznikiem, choć nadal utrzymywało numerację podwójną. Od stycznia 2009 roku przeszło na numerację miesięczną.
Pierwszym redaktorem naczelnym pisma był Adam Rok. Od stycznia 2004 do października 2007 r. redaktorem naczelnym był Zbigniew Safjan, następnie Michał Sobelman i przez krótki okres Jacob Weitzner, obecnie jest nim Artur Hofman. Redaktorem prowadzącym jest Chrystian Orzeszko.
Pismo o takim samym tytule ukazywało się przed wojną.